# Ferrovia Chivasso-Asti
La ferrovia Chivasso-Asti è una linea di carattere regionale che unisce il nodo ferroviario di Chivasso della linea linea Torino-Milano con quello di Asti sulla Torino-Genova; è utilizzata soltanto come ferrovia turistica.
Il servizio ferroviario risulta ufficialmente sospeso nel 2012. A partire dal 15 maggio 2022 la linea è stata ripristinata per il transito dei treni storici organizzati da Fondazione FS Italiane.

## Storia
Le prime proposte per la costruzione di una ferrovia tra Asti e Chivasso furono formulate nel 1852, alimentando a livello locale un dibattito che portò alla costituzione nel 1865 di un apposito comitato promotore e alla redazione di un progetto di massima, elaborato nel 1876 dagli ingegneri Vincenzo Adorno e Isidoro Boero.
Il progetto definitivo della linea, concepita come prosecuzione della Genova-Acqui-Ovada-Asti, risale al 1892; affidato dal comune di Asti all'ingegner Francesco Guerci, lo stesso fu accantonato per ragioni burocratiche.

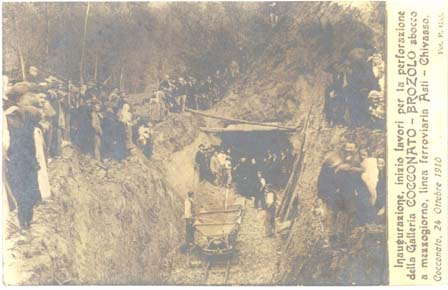
Costruzione della galleria Brozolo - cartolina d'epoca

Nel 1905 il comune di Asti intrecciò trattative per la costruzione della linea con la Società Veneta, risoltesi due anni dopo con un nulla di fatto. La legge nº 444 del 12 luglio 1908 autorizzò la costruzione della linea: l'anno successivo fu tenuta un'asta per la concessione della costruzione, vinta dall'ingegner Giacomo Sutter, il quale iniziò i lavori il 31 marzo 1910 terminandoli nel 1912 con cinque mesi di anticipo sulla data prevista.
L'esercizio fu aperto il 20 ottobre 1912 a cura delle Ferrovie dello Stato. Poco dopo la metà degli anni trenta del ventesimo secolo furono istituite le fermate di Cocconito-Bonvino, soppressa nel 1963, e di Sant'Anna-Robella, attivata nel 1937.
Lontana dal fronte della prima guerra mondiale e poco interessata anche dalle vicende della seconda, non costituendo le località servite obiettivi strategici primari, la linea risentì di tali eventi solo per le conseguenti fluttuazioni della domanda di trasporto, iniziando nel secondo dopoguerra un periodo di costante calo dei proventi da traffico dovuto all'avvento della motorizzazione privata e a un orientamento comune non più favorevole al trasporto su ferro.

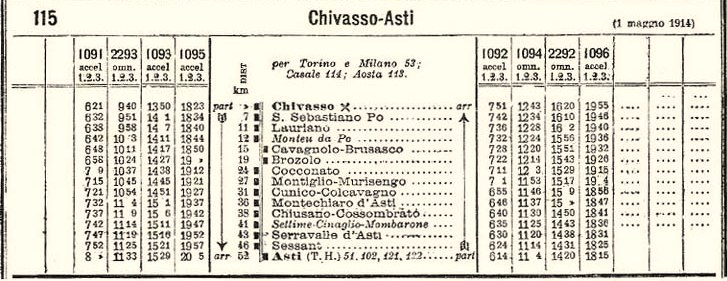
Quadro orario del 1914

Sostituita da tempo la trazione a vapore grazie all'impiego di automotrici termiche, il traffico continuò a mantenersi a livelli insoddisfacenti e, in luogo del potenziamento del servizio per conquistare nuove fasce di utenza, nel 1986 la linea venne inclusa in un elenco di "rami secchi" da sopprimere, salvandosi dai tagli alla rete operati in quel periodo previe alcune modifiche minori d'orario volte ad abbassare i costi di esercizio.

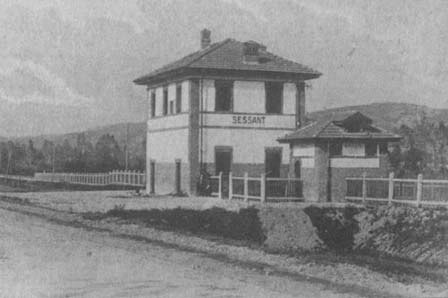
La stazione di Sessant

Un'ulteriore azione in tal senso fu attuata nel 1988, allorché gli impianti di San Sebastiano Po, Lauriano, Brozolo, Cocconato, Cunico-Scandeluzza, Chiusano-Cossombrato, Serravalle d'Asti e Sessant furono trasformati in fermate abilitate ai servizi viaggiatori e bagagli con le restrizioni previste per le case cantoniere.

### Fine Novecento
All'inizio degli anni novanta l'intera rete secondaria piemontese fu oggetto di un profondo programma di rinnovamento che mirava a diminuire i costi di esercizio attraverso l'automazione e il telecomando degli impianti; chiusa nel 1991, la Asti-Chivasso fu dunque oggetto di lavori che comportarono la soppressione di undici passaggi a livello e l'automazione di altri quarantaquattro, nonché l'eliminazione dei binari di incrocio e l'impresenziamento di tutte le stazioni, con l'eccezione di quelle di Cavagnolo-Brusasco e Montiglio-Murisengo, che vennero dotate di ACEI; la linea fu riaperta il 19 novembre 1992.
Nonostante gli investimenti profusi, l'ipotesi del tagli di alcune linee fu nuovamente ventilata nel 1993, ma fu ben presto la natura a porre il primo serio ostacolo al proseguimento dell'esercizio: la linea subì infatti ingenti danni durante l'alluvione del fiume Po nel 1994, quando crollò quasi interamente il ponte sul fiume.

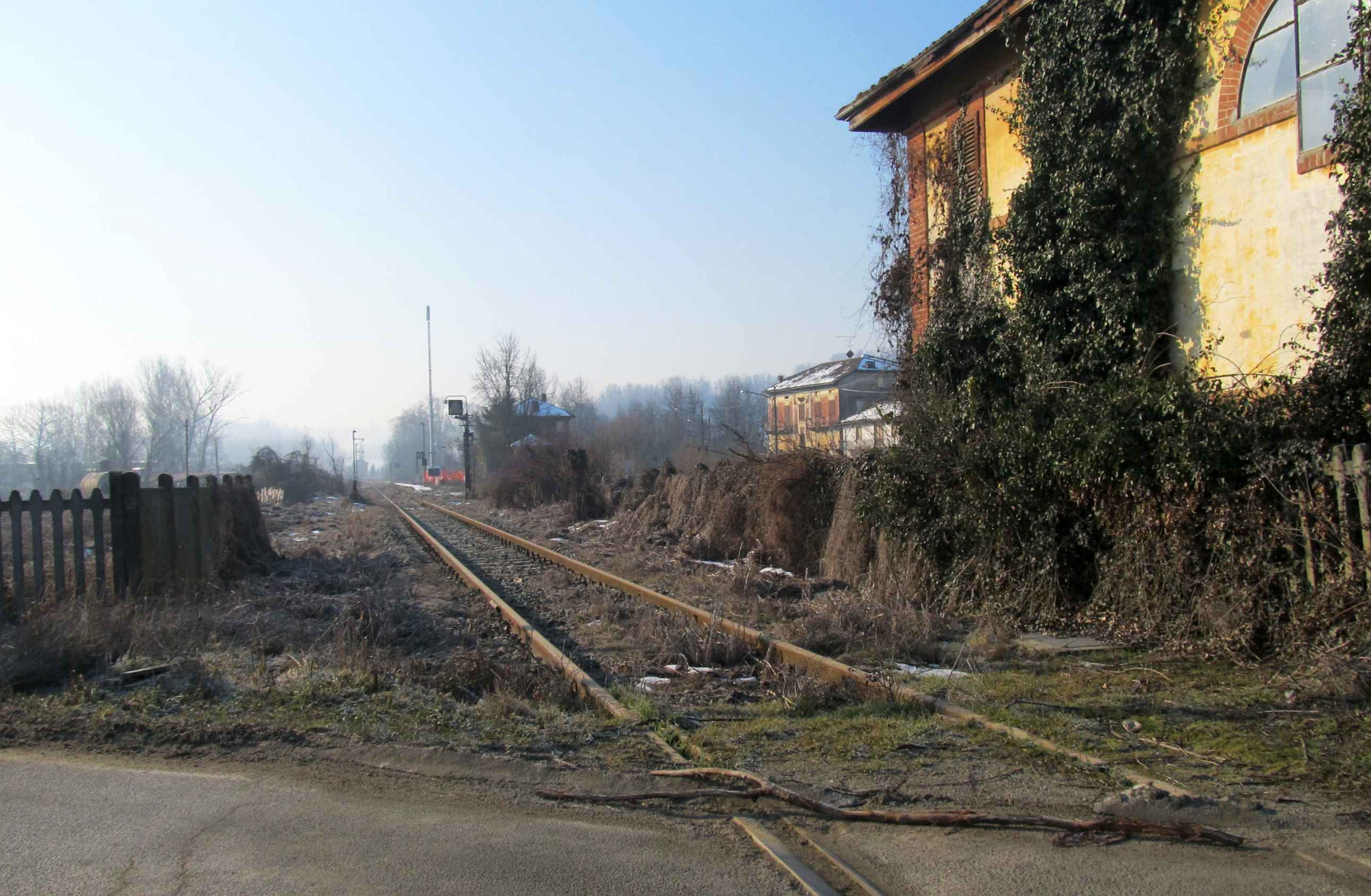
La linea a Cunico nel 2013, con il binario ormai dismesso

I lavori di ripristino comportarono dunque la ricostruzione del ponte sul Po; durante il loro svolgimento fu istituito un servizio a spola fra Asti e Cocconato che perdurò fino al 27 agosto 2000, quando fu inaugurata la riapertura dell'intera linea ferroviaria. Per l'occasione fu utilizzato un treno storico con trazione a vapore.

### Anni 2000
Nel 2001 la gestione della linea passò alla neocostituita Rete Ferroviaria Italiana.
Negli anni immediatamente successivi l'unico evento significativo fu la soppressione nel 2003 della stazione di Sessant, già declassata a fermata nel 1988.

### Sospensione del traffico

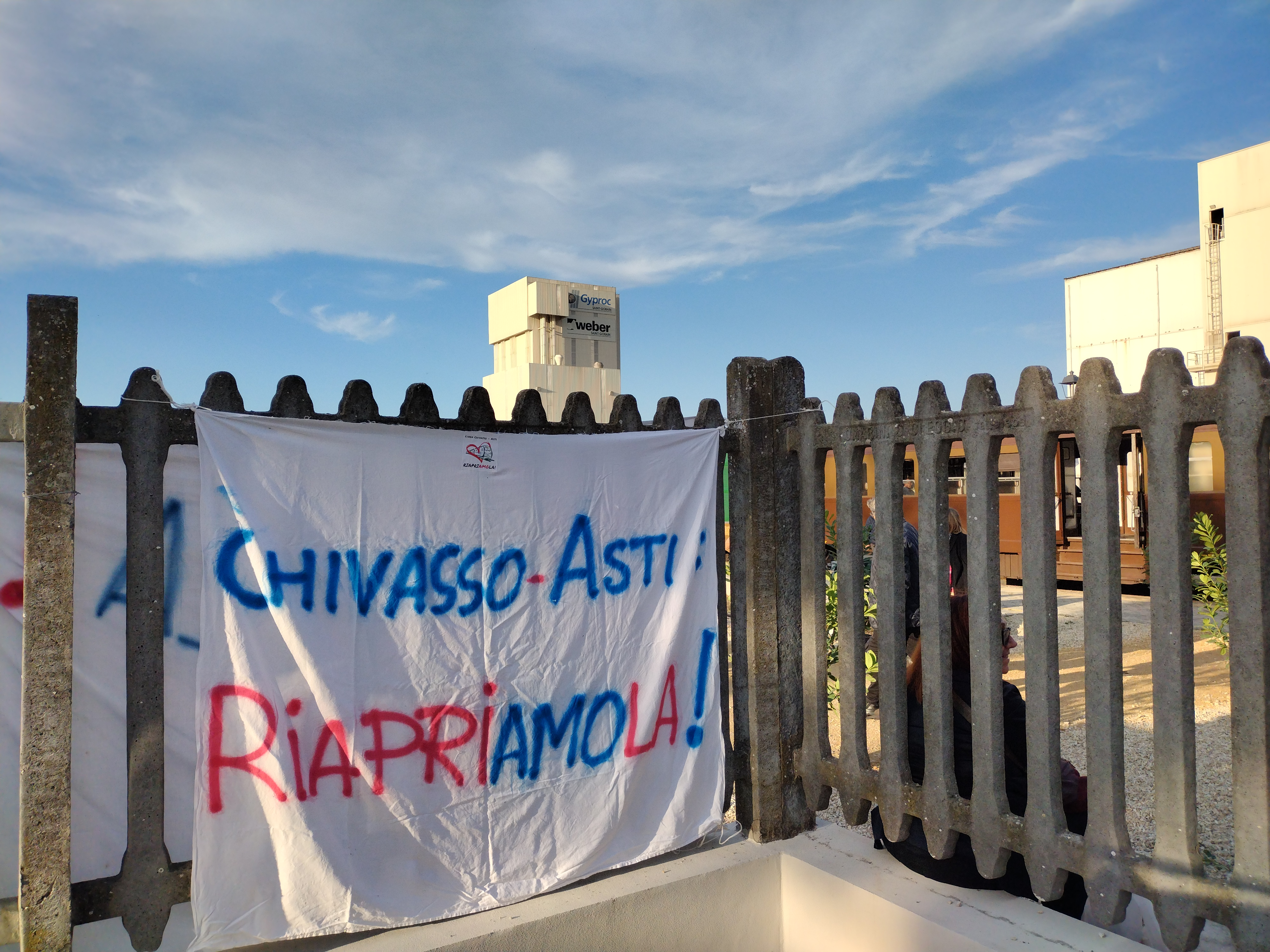
Ferrovia Chivasso - Asti: campagna per la riapertura

Dal 1º settembre 2011 venne sospesa la circolazione sulla linea, a causa dell'instabilità alla galleria di Brozolo, che necessitava di ingenti interventi per la messa in sicurezza. Tale sospensione fu rimarcata definitivamente dal 17 giugno 2012 per decisione della Regione Piemonte che, considerata la sua pesante situazione economico-finanziaria non intese avviare un programma di valorizzazione del trasporto su ferro a differenza della confinante Lombardia, decretando la sospensione dei contratti di servizio su numerose linee secondarie di propria competenza; terminato da tempo il servizio merci, il contratto di servizio con Trenitalia per il trasporto passeggeri non venne dunque più rinnovato.
A partire dal 2013 furono rimosse le barriere nella maggior parte dei passaggi a livello e spenti i sistemi di segnalazione.
Nel 2016, anche dietro la richiesta di associazioni di cittadini, vennero pianificati studi per la riapertura delle linee ferroviarie piemontesi sospese; nel 2017 venne realizzato uno studio sulla linea Chivasso-Asti, con possibile riapertura ad opera dell'Agenzia Mobilità Piemontese.
Nel 2018 la riattivazione della linea venne richiesta da diversi enti e tramite raccolta firme, sia per l'intera tratta come a scaglioni per parti di essa.
Il 3 agosto 2018 l'assessore Francesco Balocco concordò con i sindaci del territorio la riapertura parziale della linea, che avrebbe incluso il tratto Chivasso-Brozolo, in attesa di successivi interventi di ripristino della restante tratta fino ad Asti necessitante di importanti interventi infrastrutturali, ma nulla di quanto promesso formalmente fu realizzato.

### Riapertura al turismo

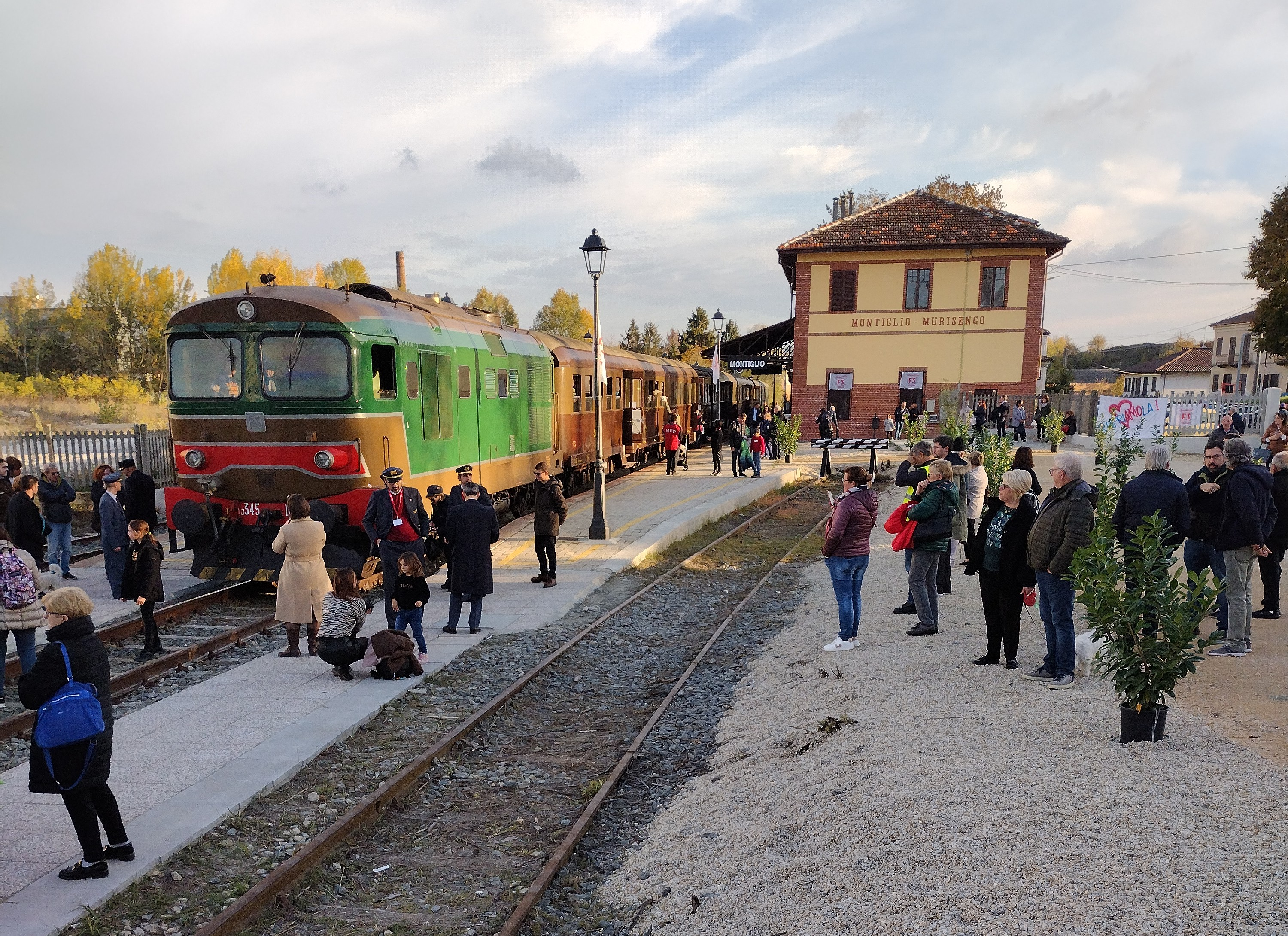
Treno turistico, novembre 2022

Grazie all'interesse di Fondazione FS, la linea fu inserita nel progetto "Binari senza tempo" tra le tratte da recuperare come ferrovie turistiche. Il 21 ottobre 2020 la Fondazione FS effettuò un sopralluogo della linea con i tecnici di RFI per valutarne la fattibilità e i costi di un eventuale ripristino, prevedendo inizialmente la riapertura parziale dei primi 20 km tra Chivasso e Brozolo.
L'8 agosto 2021 furono completati i lavori di ripulitura e bonifica del sedime ferroviario nel tratto Chivasso-Brozolo. Nonostante fosse previsto solo un recupero parziale della ferrovia, i lavori proseguirono fino a Montiglio-Murisengo, dotata del binario d'incrocio che avrebbe consentito ai locomotori di invertire la direzione di marcia. A febbraio 2022 i lavori furono estesi oltre Montechiaro d'Asti, con l'obiettivo di riaprire l'intera linea entro la primavera. I lavori interessarono anche gli edifici di alcuni fabbricati viaggiatori e i magazzini merci, oltre ripristinare il decoro delle opere d'arte e la messa in sicurezza della galleria di Brozolo.
Il 15 maggio 2022, per la prima volta dopo oltre un decennio, venne effettuata una corsa di prova nel tratto tra Chivasso e Montiglio-Murisengo con un treno speciale composto da due automotrici ALn 668. Un'analoga prova in linea venne ripetuta il 29 settembre nel restante tratto fino ad Asti.
La riapertura ufficiale della linea si è tenuta il 2 ottobre 2022, in occasione della "Fiera nazionale del Tartufo" a Montiglio, con due treni storici: il primo con trazione a vapore da Chivasso (la tratta Torino-Chivasso è stata effettuata con locomotore elettrico), mentre il secondo, proveniente da Cuneo via Asti, composto da automotrici ALn 668.

## Caratteristiche
| Unknown route-map component "CONTgq" | Unknown route-map component "STR+r" |  |

|  | Unknown route-map component "ABZg+l" | Unknown route-map component "CONTfq" |

| Unknown route-map component "uexKBHFa" | Station on track |  |

| Unused straight waterway | Unknown route-map component "ABZgl" | Unknown route-map component "CONTfq" |

| Unused straight waterway | Small bridge over water |  |

| Unknown route-map component "uexhKRZWae" | Unknown route-map component "hKRZWae" |  |

| Unknown route-map component "uexCONTgq" | Unknown route-map component "uexABZqr" | Unknown route-map component "emKRZo" | Unknown route-map component "uexSTR+r" |  |

|  | Unknown route-map component "HSTeBHF" | Unknown route-map component "uexHST" |

|  | Enter and exit tunnel | Unused straight waterway |

|  | Unknown route-map component "HSTeBHF" | Unknown route-map component "uexHST" |

|  | Unknown route-map component "HSTeBHF" | Unknown route-map component "uexHST" |

|  | Station on track | Unknown route-map component "uexHST" |

|  | Straight track | Unknown route-map component "uexKBHFe" |

| Unknown route-map component "HSTeBHF" |

| Unknown route-map component "tSTRa" |

| Unknown route-map component "tSTRe" |

| Unknown route-map component "eHST" |

| Unknown route-map component "HSTeBHF" |

| Stop on track |

| Station on track |

| Unknown route-map component "HSTeBHF" |

| Enter and exit tunnel |

| Unknown route-map component "HSTeBHF" |

| Unknown route-map component "HSTeBHF" |

| Unknown route-map component "HSTeBHF" |

| Unknown route-map component "HSTeBHF" |

| Unknown route-map component "eBHF" |

| Unknown route-map component "SKRZ-Au" |

| Unknown route-map component "uexCONTgq" | Unknown route-map component "emKRZ" | Unknown route-map component "uexCONTfq" |

| Unknown route-map component "uexCONTgq" | Unknown route-map component "emKRZo" | Unknown route-map component "uexCONTfq" |

| Unknown route-map component "CONTgq" | Unknown route-map component "ABZg+r" |  |

| Unknown route-map component "CONTgq" | Unknown route-map component "ABZg+r" |  |

| Station on track |

| Unknown route-map component "CONTgq" | Unknown route-map component "ABZglr" | Unknown route-map component "CONTfq" |

| Continuation forward |

La Chivasso-Asti è una ferrovia a scartamento ordinario e binario singolo lunga 51,316 km, caratterizzata da una pendenza massima di 16 mm/m e da curve con raggio minimo di 400 m; la pendenza media risulta del 7,9 per mille e l'estensione dei tratti in curva assomma al 45 per cento del totale.
Fra le opere d'arte più significative figurano la galleria Brozolo, di 2348 m, che all'epoca della costruzione presentò non pochi problemi a causa della natura idrogeologica dei terreni attraversati, e il ponte sul Po, inizialmente a 13 arcate, poi portate a 17 in seguito a un'alluvione; di rilievo anche la travata di forma parabolica costruita per superare il canale Cavour. Sono inoltre presenti due ulteriori gallerie e numerose opere d'arte minori.
Tutte le stazioni della linea erano dotate sin dall'apertura di un binario di incrocio della lunghezza di 400 m, previsto per ricoverare i treni a lunga percorrenza in caso di interruzione della Torino-Genova-Roma tra Torino e Asti; erano comunque presenti delle comunicazioni intermedie utilizzate dai treni di minor lunghezza che percorrevano quotidianamente la ferrovia.
I fabbricati della ferrovia Chivasso-Asti risalenti all'inaugurazione della linea, si distinguono grazie alla loro particolare architettura in stile laterizio e intonaco, che richiama le tradizionali ville piemontesi, rendendo uniche queste stazioni in Italia; ad opera dell'architetto svizzero J. Sutter.

### Percorso
Lasciata la stazione di Chivasso i treni procedevano verso sud est e sovrappassavano il canale Cavour; lasciato sulla destra il raccordo a servizio di una centrale elettrica, veniva impegnato il lungo ponte sul Po, al termine del quale era sovrappassata altresì la strada per Casale Monferrato, sede fra il 1883 e il 1949 della tranvia Torino-Brusasco  per giungere alla stazione di San Sebastiano Po.

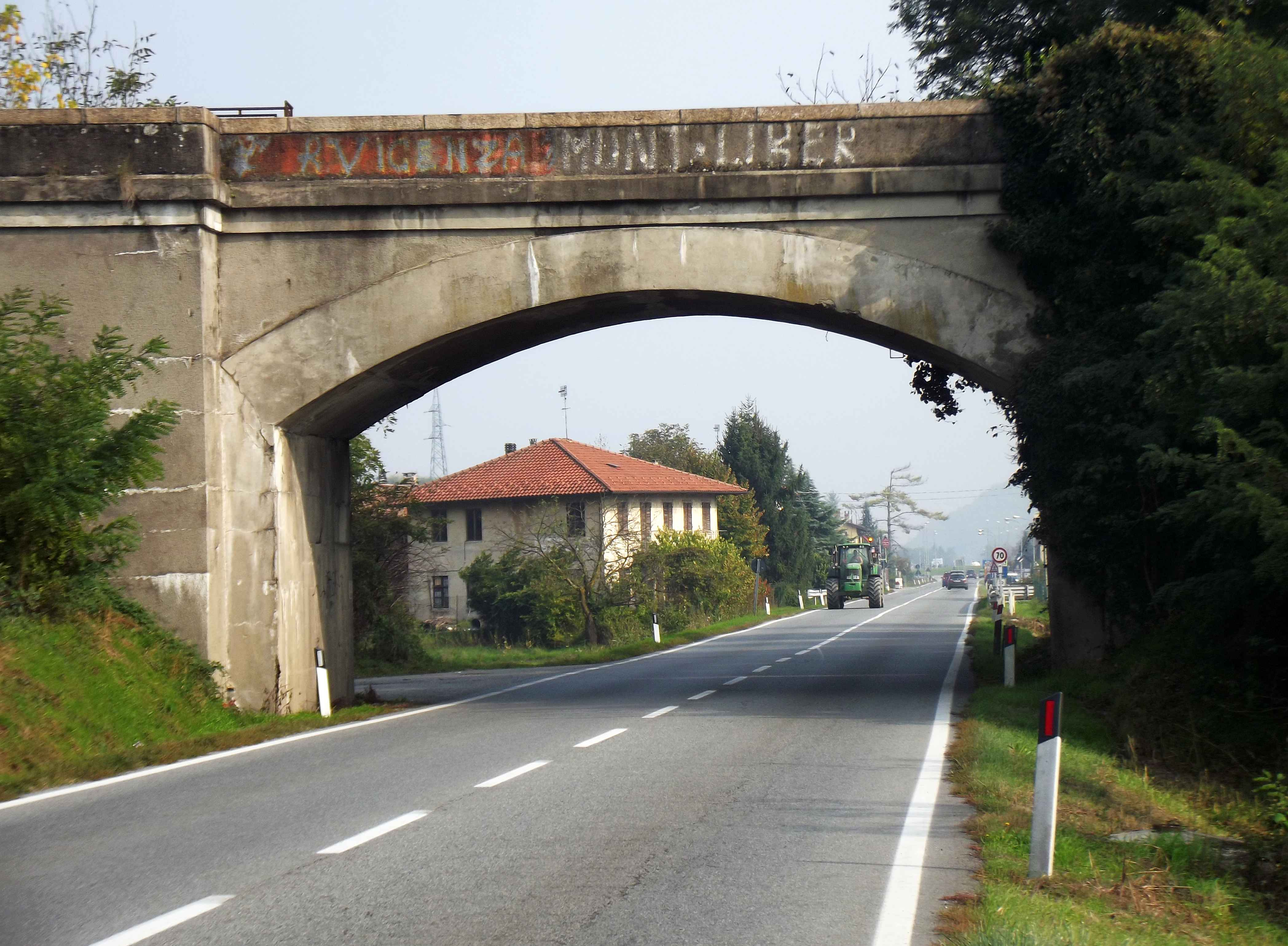
Il ponte sulla ex SS 590 a San Sebastiano Po

Con un tracciato parallelo e prossimo a quello della tranvia, il binario ferroviario impegnava la breve galleria di Lauriano per poi servire nell'ordine l'omonima stazione e quella di Monteu da Po, in ultimo trasformate in fermate, e quella di Cavagnolo-Brusasco. Superata la ex stazione di Brozolo, la citata galleria omonima consentiva di superare il confine, portando i treni in provincia di Asti.
Il tracciato proseguiva con curve e controcurve ad ampio raggio, servendo l'effimera fermata di Cocconito-Bonvino e la stazione di Cocconato, anch'essa trasformata in fermata, e la fermata di Sant'Anna-Robella, attivata negli anni trenta, raggiungendo dunque la stazione di Montiglio-Murisengo.
Oltrepassata la fermata di Cunico-Scandeluzza, in origine denominata stazione di Cunico-Colcavagno, veniva impegnata la galleria di Cortanze, la terza della linea, andando a servire, nell'ordine, le ex stazioni di Montechiaro d'Asti, Chiusano-Cossombrato, Settime-Cinaglio-Mombarone, Serravalle d'Asti e Sessant, quest'ultima soppressa già prima della sospensione al traffico della linea.
Giunti ormai alla periferia di Asti, i treni attraversavano a raso la tranvia Asti-Cortanze e sovrappassavano la Asti-Canale, per immettersi infine, da ovest, nella stazione di Asti.

## Traffico
Il servizio viaggiatori ordinario risulta ufficialmente sospeso dal 17 giugno 2012 e sostituito da autobus, per decisione della Regione Piemonte, ma i treni non vi transitavano già da settembre 2011. Il servizio era svolto da treni regionali di Trenitalia.
Dal 2022 la linea è percorsa su calendario da treni storici della Fondazione FS.

## Galleria d'immagini

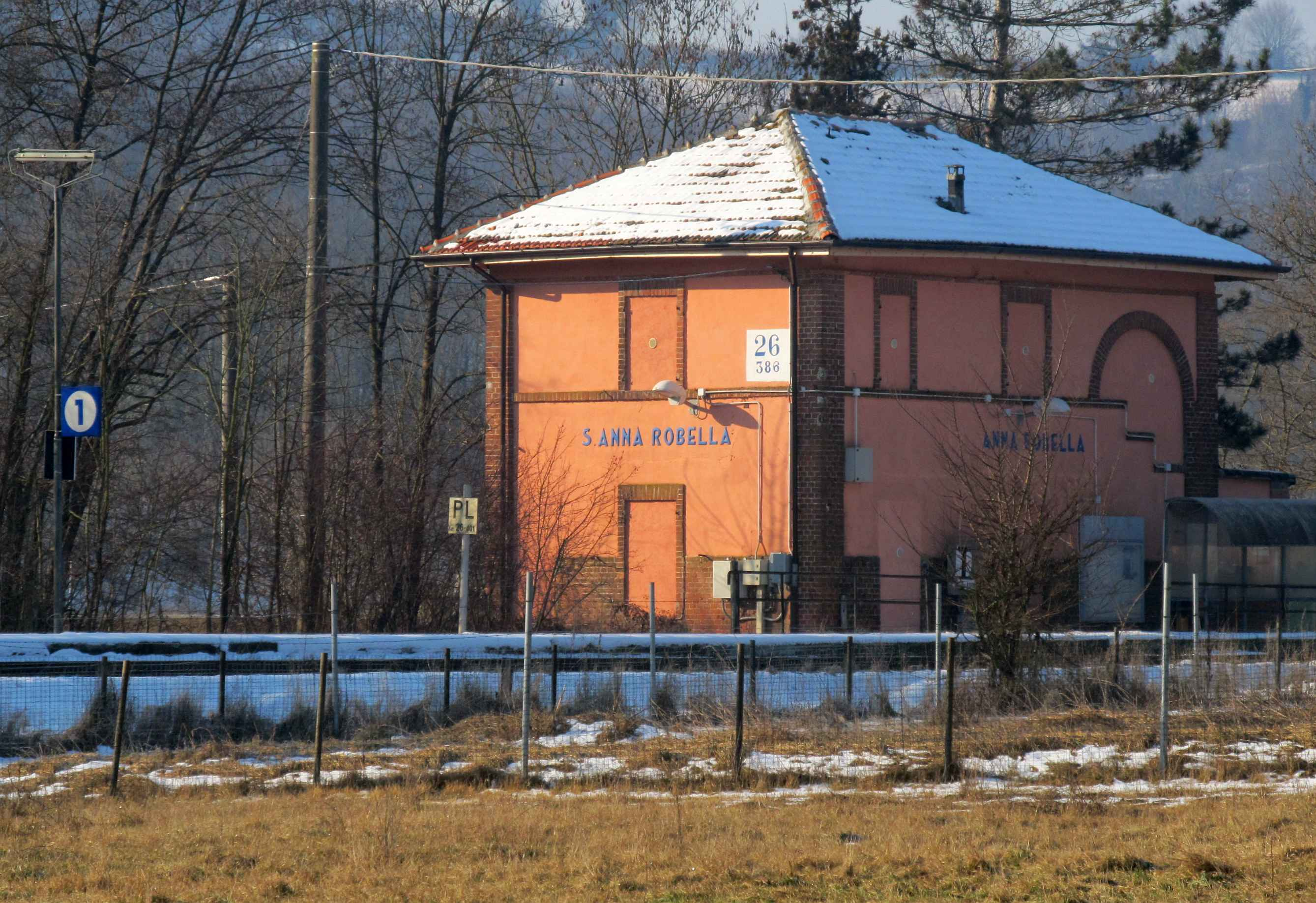
Fermata di Sant'Anna-Robella
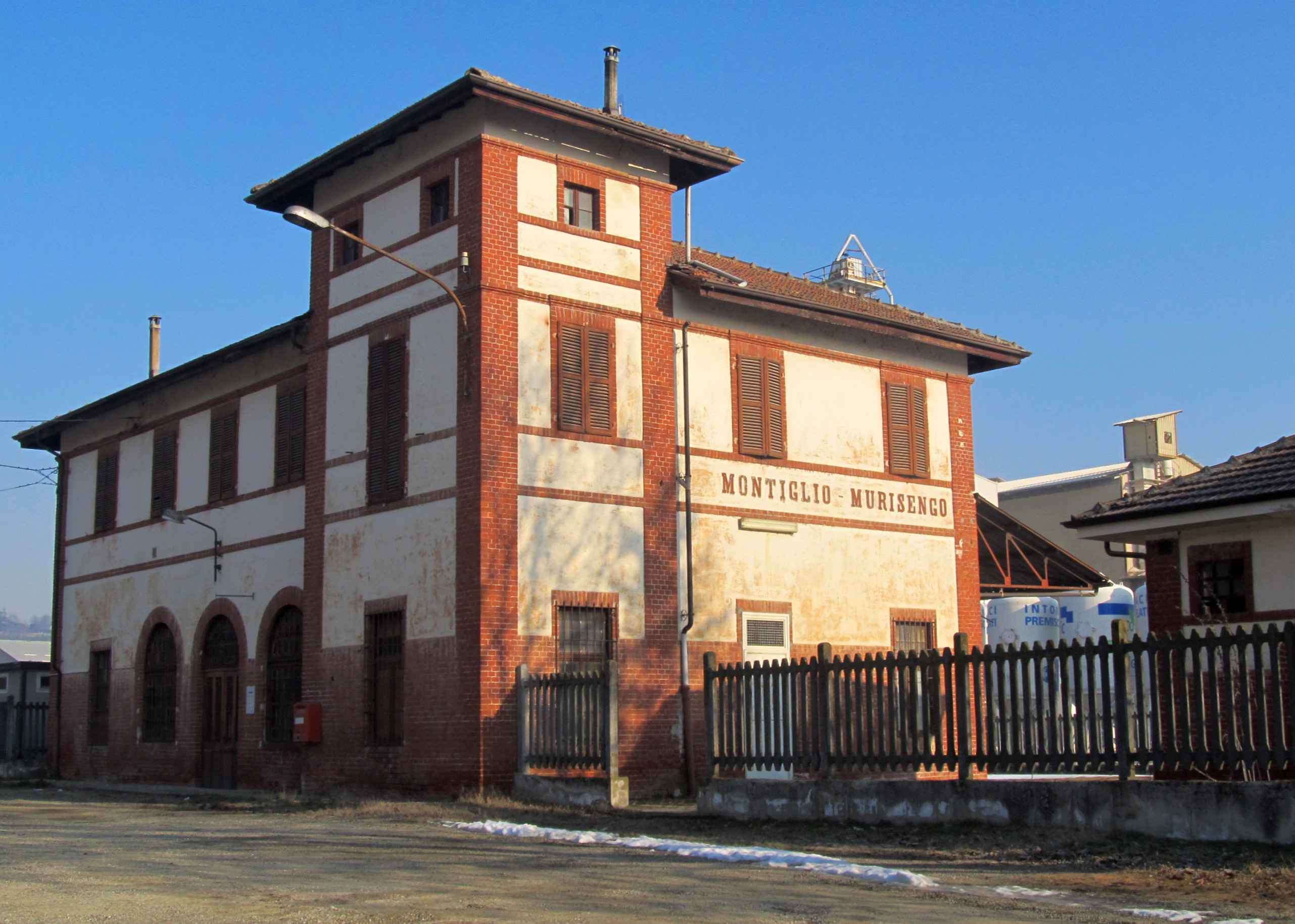
Stazione di Montiglio-Murisengo
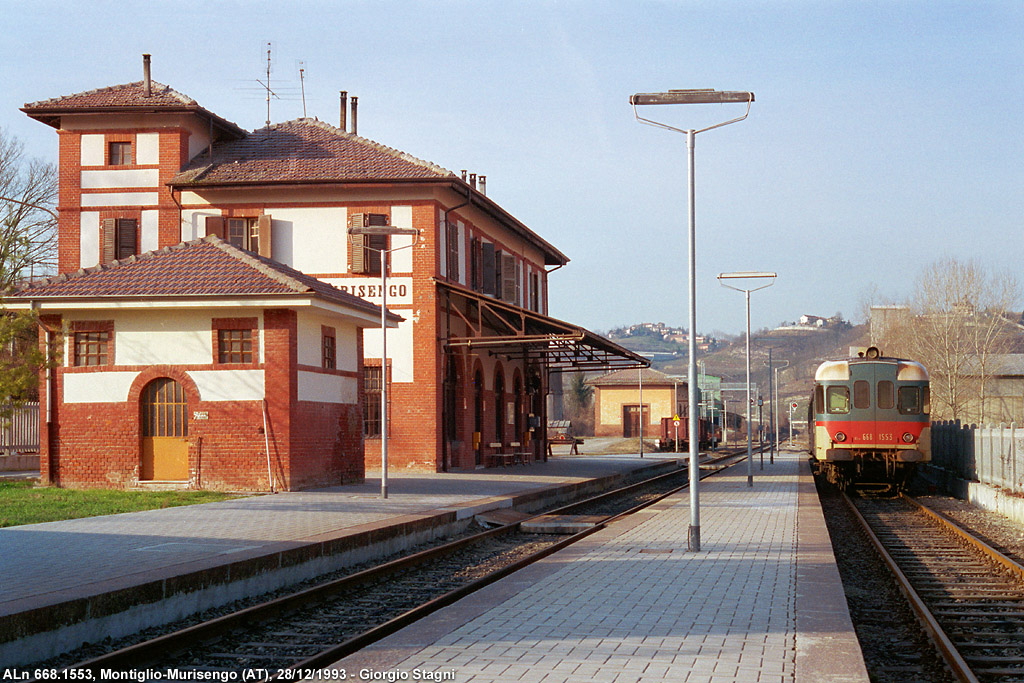
Stazione di Montiglio nel 1993
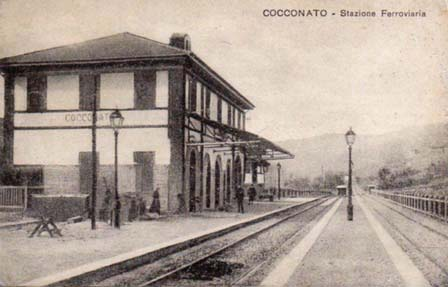
Stazione di Cocconato
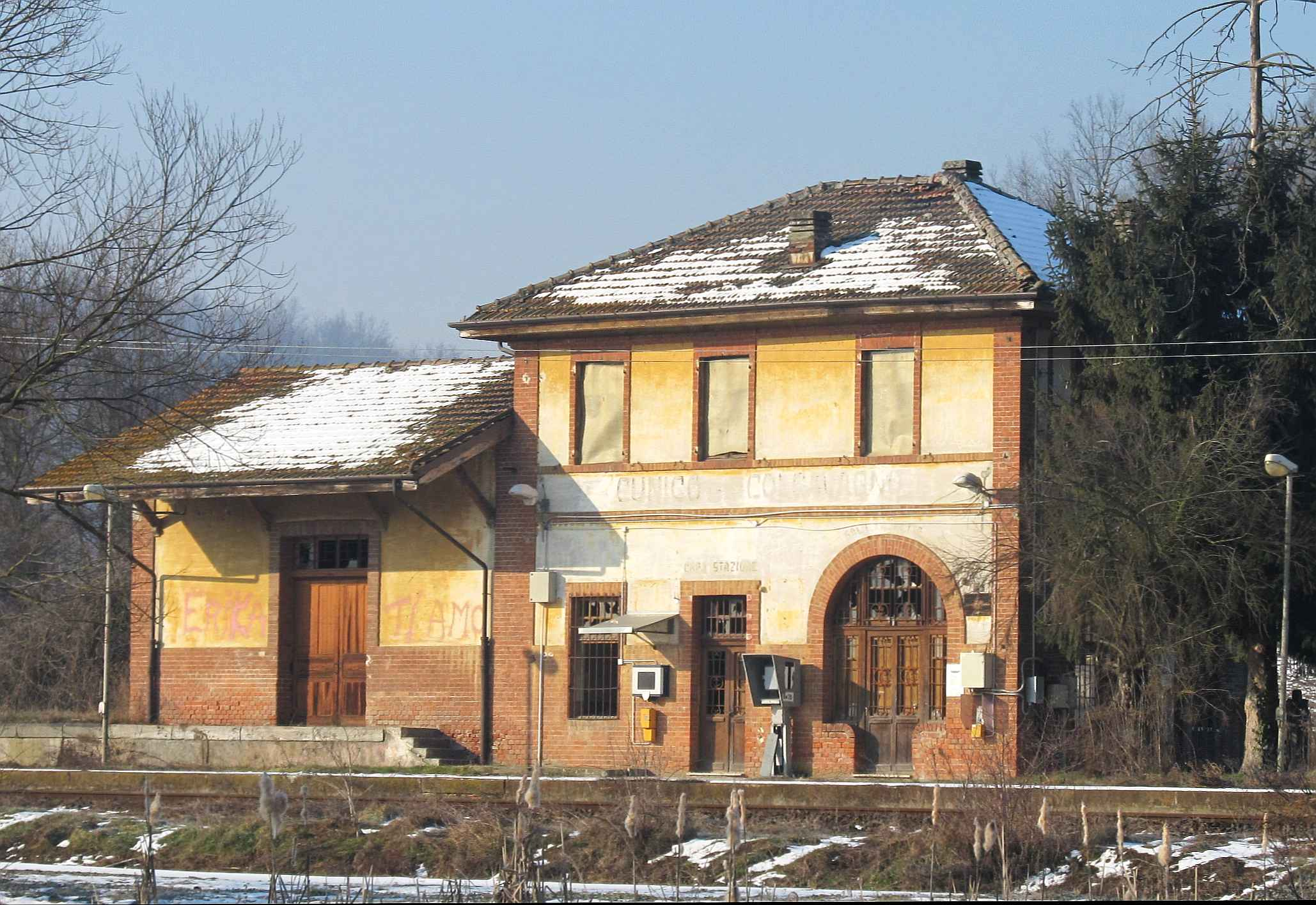
Stazione di Cunico-Scandeluzza
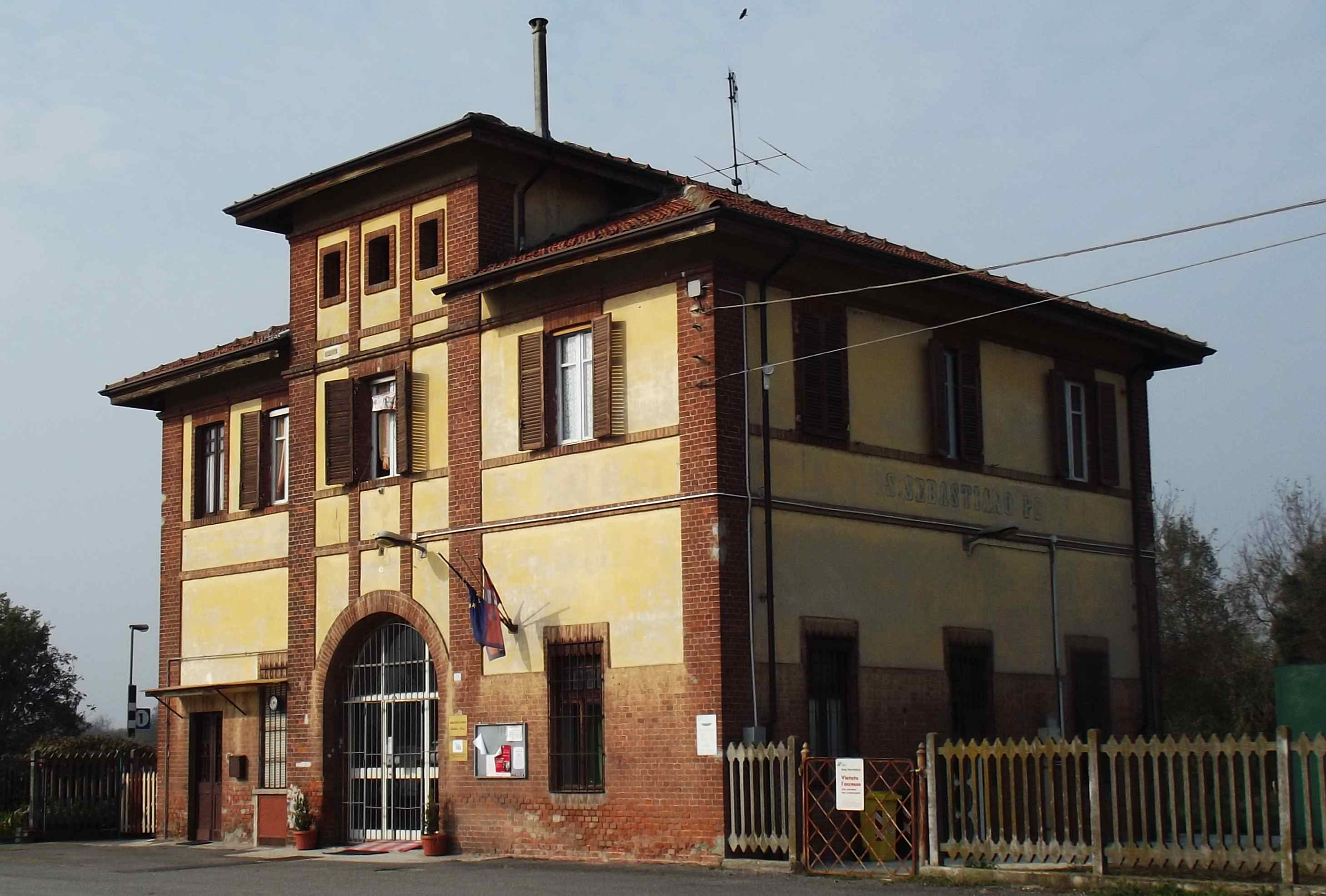
Stazione di San Sebastiano da Po